# The Toxic Avenger (film)
Pour les articles homonymes, voir The Toxic Avenger.
Série
The Toxic Avenger, Part II
(1989)
Pour plus de détails, voir Fiche technique et Distribution.
The Toxic Avenger, également intitulé Toxic Avenger ou Toxic en français, est une comédie horrifique américaine réalisée par Lloyd Kaufman et Michael Herz et sortie en 1985. Premier vrai succès, à son échelle, de la Troma Entertainment (spécialisée dans la série B), il a acquis un statut de film culte.
Ce film parodiant les histoires de super-héros a connu trois suites, une comédie musicale, une série d'animation et un remake prévu en 2023.

## Synopsis
Melvin Junko est un agent d'entretien dans une piscine de Tromaville dans le New Jersey, et le souffre-douleur de la bande de Bozo, un psychopathe dont le passe-temps consiste à écraser des enfants avec sa voiture. Tombé dans une embuscade destinée à l'humilier publiquement, Melvin prend la fuite, se défenestre et tombe dans un fût radioactif transporté par un camion arrêté à cet endroit. Cela le transforme en un monstre hideux et surpuissant. Il deviendra justicier sous le surnom du Toxic Avenger. Mais le maire de la ville, parrain d'une mafia locale, voit d'un très mauvais œil l'arrivée de ce super-héros.

## Fiche technique
Sauf indication contraire, les informations mentionnées dans cette section peuvent être confirmées par la base de données cinématographiques IMDb,  présente dans la section « Liens externes ».
- Réalisation : Lloyd Kaufman et Michael Herz
- Scénario : Joe Ritter, d'après une histoire de Lloyd Kaufman
- Photographie : Lloyd Kaufman et James Lebowitz
- Montage : Richard W. Haines
- Production : Lloyd Kaufman et Michael Herz
- Société de production : Troma Entertainment
- Budget : 500 000 $ (estimation)
- Pays de production :  États-Unis
- Langue originale : anglais
- Format : Couleur - 1,85:1 - 35 mm - son mono
- Genre : comédie horrifique, science-fiction, super-héros
- Durée : 87 minutes
- Dates de sortie[1] : 
  - France : 29 mai 1985
  - États-Unis : 11 avril 1986
- Interdit aux moins de 16 ans lors de sa sortie en France

## Distribution
- Mitch Cohen (VO : Kenneth Kessler ; VF : Pierre Garin) : le monstre
- Mark Torgl (VF : Thierry Bourdon) : Melvin
- Andree Maranda (VF : Anne Deleuze) : Sara
- Pat Ryan Jr. (VF : Roger Lumont) : Peter Belgoody
- Dan Snow (VF : Richard Leblond) : Cigare fêlé (Cigar Face en VO)
- Gary Schneider (VF : José Luccioni) : Bozo
- Cindy Manion (VF : Céline Monsarrat) : Julie
- Patrick Kilpatrick : Leroy
- Marisa Tomei : une fille (version director's cut)

## Production
Le tournage a lieu dans le New Jersey (Boonton, Rutherford, Harrison, Jersey City), à New York (Staten Island, Manhattan, Brooklyn) et dans l'État de New York (New York, Peekskill).

## Suites et dérivés
Le film connaît plusieurs suites :
- 1989 : The Toxic Avenger, Part II, de Michael Herz et Lloyd Kaufman
- 1989 : The Toxic Avenger Part III: The Last Temptation of Toxie, de Michael Herz et Lloyd Kaufman
- 2000 : Citizen Toxie: The Toxic Avenger IV, de Lloyd Kaufman
- 2023 : The Toxic Avenger, de Macon Blair

Le personnage apparaît par ailleurs brièvement dans le film Terror Firmer (1999) de Lloyd Kaufman.
La franchise se développe également à la télévision avec la série d'animation Toxic Crusaders (en) (1991) et avec un jeu vidéo dérivé, Toxic Crusaders.

## Musique
Un extrait du célèbre poème symphonique Une nuit sur le mont Chauve, composé en 1867 par Modeste Moussorgsky, est utilisé à plusieurs reprises pour illustrer les apparitions du Toxic Avenger.